# 쫄면
쫄면은 한국 요리의 국수 요리로 차갑고 쫄깃한 면에 고추장과 채소 등을 넣어 비벼서 먹는 음식이다. 쫄면은 1970년대 인천에서 유래되었다.
쫄면은 실수로 만들어진 음식이다. 1970년대 초 국수공장 '광신제면'에서 냉면을 뽑으려다가 사출기를 잘못 끼워 두꺼운 면이 만들어졌다. 폐기 처분하려던 이 면을 인근 분식집인 '맛나당'에서 가져다 고추장 양념을 해서 새로운 메뉴로 개발했다.
지난 2002년 일본 신주쿠 백화점에서 열린 ‘월드컵맞이 한국문화 페스티벌’때 전주 비빔밥, 부산 동래파전과 함께 인천 쫄면이 한국 대표 음식으로 꼽히기도 했다.
그 외에도 2018년 오뚜기가 선보였던 진짜쫄면도 이를 바탕으로 만들어진 인스턴트 라면이며, 하위 배리에이션 제품인 와사비 진짜쫄면까지도 선보였다.

## 같이 보기
- 한국 요리
- 냉면
- 막국수
- 잔치국수
- 계란초